# Guilherme Espírito Santo
Guilherme Santana Graça Espiríto Santo, meglio noto come Espiríto Santo (Lisbona, 30 ottobre 1919 – 25 novembre 2012), è stato un altista, lunghista, triplista e calciatore portoghese, di ruolo attaccante.

## Carriera da calciatore

### Club
Dal 1936 al 1950 (tranne che nelle stagioni 1941-'42 e 1942-'43) ha giocato nel Benfica, sempre in 1ª Divisão totalizzando 285 presenze e segnando 199 gol. Vinse 4 campionati, 3 Coppe del Portogallo e una Coppa Latina.

### Nazionale
Ha esordito in nazionale il 28 novembre 1937 in amichevole contro una selezione spagnola: entrò nel secondo tempo al posto di Artur Quaresma. Al suo secondo incontro, un'amichevole contro l'Ungheria disputata il 9 gennaio 1938, segnò la sua unica rete in nazionale.
Totalizzò 8 presenze in nazionale e fu il primo giocatore portoghese di colore a giocare per la nazionale.

## Carriera da atleta
Essendo il Benfica una società polisportiva, Espiríto Santo si cimentò anche in altri sport come l'atletica leggera e il tennis (quest'ultimo dopo il ritiro). In particolare nell'atletica leggera detenne i record nazionali di salto in alto, salto in lungo e salto triplo.

## Statistiche

### Cronologia presenze e reti in Nazionale
| Cronologia completa delle presenze e delle reti in nazionale ― Portogallo | Cronologia completa delle presenze e delle reti in nazionale ― Portogallo | Cronologia completa delle presenze e delle reti in nazionale ― Portogallo | Cronologia completa delle presenze e delle reti in nazionale ― Portogallo | Cronologia completa delle presenze e delle reti in nazionale ― Portogallo | Cronologia completa delle presenze e delle reti in nazionale ― Portogallo | Cronologia completa delle presenze e delle reti in nazionale ― Portogallo | Cronologia completa delle presenze e delle reti in nazionale ― Portogallo |
| Data                                                                      | Città                                                                     | In casa                                                                   | Risultato                                                                 | Ospiti                                                                    | Competizione                                                              | Reti                                                                      | Note                                                                      |
| ------------------------------------------------------------------------- | ------------------------------------------------------------------------- | ------------------------------------------------------------------------- | ------------------------------------------------------------------------- | ------------------------------------------------------------------------- | ------------------------------------------------------------------------- | ------------------------------------------------------------------------- | ------------------------------------------------------------------------- |
| 28-11-1937                                                                | Vigo                                                                      | Spagna                                                                    | 1 – 2                                                                     | Portogallo                                                                | Amichevole                                                                | -                                                                         | 46’                                                                       |
| 9-1-1938                                                                  | Lisbona                                                                   | Portogallo                                                                | 4 – 0                                                                     | Ungheria                                                                  | Amichevole                                                                | 1                                                                         |                                                                           |
| 30-1-1938                                                                 | Lisbona                                                                   | Portogallo                                                                | 1 – 0                                                                     | Spagna                                                                    | Amichevole                                                                | -                                                                         |                                                                           |
| 12-2-1938                                                                 | Lisbona                                                                   | Portogallo                                                                | 2 – 4                                                                     | Svizzera                                                                  | Amichevole                                                                | -                                                                         |                                                                           |
| 16-3-1941                                                                 | Bilbao                                                                    | Spagna                                                                    | 5 – 1                                                                     | Portogallo                                                                | Amichevole                                                                | -                                                                         |                                                                           |
| 11-3-1945                                                                 | Lisbona                                                                   | Portogallo                                                                | 2 – 2                                                                     | Spagna                                                                    | Amichevole                                                                | -                                                                         |                                                                           |
| 6-5-1945                                                                  | La Coruña                                                                 | Spagna                                                                    | 4 – 2                                                                     | Portogallo                                                                | Amichevole                                                                | -                                                                         |                                                                           |
| 21-5-1945                                                                 | Basilea                                                                   | Svizzera                                                                  | 1 – 0                                                                     | Portogallo                                                                | Amichevole                                                                | -                                                                         |                                                                           |
| Totale                                                                    |                                                                           | Presenze                                                                  | 8                                                                         |                                                                           | Reti                                                                      | 1                                                                         |                                                                           |

## Palmarès

### Club
- Campionato portoghese: 4

1936-1937, 1937-1938, 1944-1945, 1949-1950
- Taça de Portugal: 3

1939-1940, 1943-1944, 1948-1949
- Coppa Latina: 1

1950